# Răzvan Șelariu
Răzvan Dorin Șelariu (n. 2 noiembrie 1983, Reșița, Caraș-Severin, România) este un gimnast român, laureat cu bronz la Atena 2004.